# Limbă artificială
Limbile artificiale sunt limbi a căror fonologie, gramatică și vocabular au fost inventate de către un om sau un grup mic de oameni, spre deosebire de limbile naturale apărute prin evoluție în decursul istoriei ca parte a culturii unei populații relativ numeroase.
Limbile artificiale se pot clasifica în
- limbi auxiliare, inventate pentru a folosi în comunicarea dintre oameni;
- limbi fictive, care apar în creații artistice;
- limbi experimentale, create de lingviști ca metodă de cercetare;
- limbi secrete, pentru codificarea informației;
- limbi inventate doar pentru amuzament.

Unele limbi auxiliare, între care se numără esperanto, au fost create cu scopul de a fi folosite ca limbă internațională, de exemplu pentru a evita folosirea limbii unei națiuni sau a alteia. În particular, esperanto a evoluat într-o asemenea măsură încât astăzi numărul de vorbitori este estimat a fi între 1 și 2 milioane pe tot globul, dintre care 200-1.000 sunt vorbitori nativi.
Un alt exemplu de limbă artificială auxiliară este limba scrisă romanșă (bazată pe retoromană).
Limbile fictive sunt limbi ale unor popoare sau ființe imaginare care apar în literatură sau filme, cum este de exemplu cazul limbii klingon create de Marc Okrand pentru universul Star Trek sau al limbilor quenya și sindarin create de J. R. R. Tolkien pentru cărțile sale.

## Limbi auxiliare
- Basic English
- Engleza simplificată
- Esperanto
- Folkspraak
- Gestuno (limbaj al semnelor)
- Glosa
- Idiom Neutral
- Ido
- Interlingua de IALA
- Interslavă
- Kotava
- Latino sine flexione
- Lincos
- Lingua franca nova
- Loglan
- Lojban
- Novial
- Occidental sau Interlingue
- Ro
- Romanșă
- Slovio
- Solresol
- Sona
- Spokil
- Toki Pona
- Volapük

## Limbi fictive
- Limba din Atlantis
- Baronh
- Brithenig
- Codex Seraphinianus
- D'ni
- Dothraki
- Valyriană înaltă
- Goa'uld
- Kélen
- Khuzdûl
- Klingoniană
- Láadan
- limba spargă
- Limbile elfilor
- Lydnevi
- Nadsat
- Na'vi
- Novlimbă
- Quenya
- Sindarin
- Talossan
- Teonaht
- Toki Pona
- Utopian
- Verdurian
- Wenedyk